# Varga László (piarista)
Varga László (Adásztevel, 1927. július 21. – Budapest, 2002. február 19.) piarista szerzetes, matematika–fizika szakos tanár, tartományfőnök (1979–1985).

## Élete
A Pápa melletti Adásztevelen született. A középiskolát a pápai római katolikus polgári iskolában, majd a pápai bencéseknél végezte, végül a 6. osztálytól a veszprémi piarista gimnázium diákja volt, de tüdőbetegsége és a háború miatt az utolsó két osztályt magántanulóként végezte. Betegsége és operációja miatt nem is rögtön az 1946-ban letett érettségi után, hanem csak 21 éves korában, 1948-ban lépett a piarista rendbe Budapesten. Szerzetesnövendékként a Kalazantinumban végzett teológiai tanulmányaival párhuzamosan 1950-től az Eötvös Loránd Tudományegyetem matematika-fizika szakos hallgatója volt. Tanári pályája 1955-től kezdődött, és haláláig a budapesti Piarista Gimnázium tanára maradt, amely 1953-tól a Mikszáth Kálmán téren működött.
Megbízható, nyugodt természete, szorgalma és matematikai ismeretei miatt rendtársai nem csak tanárként és osztályfőnökként számíthattak rá, hanem 1971-től ő lett a magyar piarista rendtartomány vagyongondnoka is. 1976-ban, amikor a magyar piaristák 33 év után ismét káptalani választásokat tarthattak, tartományi asszisztenssé választották, a következő választáson pedig rendtársainak bizalma tartományfőnökké tette.
Két tartományfőnöki ciklust (6 évet) töltött a rendtartomány élén, a szocialista diktatúra enyhülő, de még mindig nehéz körülményei között, egyszerűséggel és bölcsességgel vezetve rendtársait. „Hat esztendeje szolgálatával a nagy rendfőnökök sorába emelkedett. Az ő akaratából nagy tervek valósultak: a budapesti tornaterem és a kecskeméti tanulóotthon bővítés. Hogy az állami hatóság mindezekhez hozzájárult, azt az ő tárgyalóképességének, rokonszenves magatartásának köszönhető. Az ő érdeme, hogy a tervek nem is egy kellemetlen ügy ellenére valósulhattak meg. … Hálásan köszönjük neki azt a nagyszerű példát, amit a piarista alázatból nekünk adott.” A „kellemetlen ügyet” mindenekelőtt a Bulányi György piarista ellen folyó állami és egyházi eljárás jelentette. Habár egyházjogilag Bulányi elöljárója a piarista tartományfőnök volt, Varga László igyekezett magát és a rendi iskolákat is távol tartani az Állami Egyházügyi Hivatal által inspirált eljárástól. Emellett ő volt az első olyan piarista tartományfőnök Magyarországon, aki tartományfőnöksége alatt is tanított gimnáziumban.
Tartományfőnöksége után továbbra is fontos rendi feladatokat látott el. 1985-től a budapesti rendház főnöke, 1988-tól haláláig pedig ismét tartományi vagyongondnok volt. Emellett 1991-ig asszisztensként, 1991 és 1995 között a Kalazantinum rendház főnökeként, 1988 és 1999 között pedig a budapesti (Mikszáth Kálmán téri) piarista kápolna igazgatójaként is működött.